# 개인 병원

일반적인 개인 병원의 검사실.

개인 병원, 닥터스 오피스(미국식 영어: doctor's office, 영국식 영어: doctor's Surgery 또는 doctor's practice), 진료실은 한 명 이상의 의사, 주로 일반의(GP)가 환자를 받고 치료하는 의료시설을 말한다.

## 설명
개인 병원은 외래 진료가 제공되는 주요 장소이며, 응급 상황인 경우를 제외하고는 아픈 사람이 진료를 받기 위해 가장 먼저 가는 장소인 경우가 많다.
어떤 형태로든 국가에서 의료 서비스를 보장하는 선진국에서는 의사 방문이 대부분 개인 병원에서 이루어진다. 그렇지 않은 미국에서는 건강보험이나 의사 방문을 감당할 수 없는 많은 사람들이 진료를 받기 위해 개인 병원 대신 무료 또는 할인 진료소나 병원 응급실을 방문해야 한다.
건강한 사람들의 경우 대부분의 개인 병원 방문은 1년에 한 번 권장되는 신체검사를 중심으로 이루어진다. 이 검사는 일반적으로 환자의 혈압, 심박수, 체중, 키 등의 정보를 수집하고 신체 주변의 불규칙성이나 질병 징후를 확인하는 것으로 구성된다. GP는 또한 환자에게 그들이 겪고 있는 정신 건강 문제에 대해 질문하고, 실제로 그러한 문제가 있는 경우 추가 검사를 위해 정신과 의사에게 의뢰할 수도 있다. 심장 전문의와 같은 의료 전문가가 해결해야 하는 기타 건강 문제가 있는 경우 진료 의뢰가 제공된다.
개인 병원의 직원은 일반적으로 간호사, 접수원, 의사로 구성된다. 때로는 다양한 전문 분야의 많은 의사들이 한 건물에 거주하여 쉽게 진료를 의뢰할 수 있다.

## 시설
개인 병원은 간소한 것부터 고급스러운 것까지 다양하다. 기본 사무실은 일반적으로 대기실과 검사실로 구성된다. 검사실은 일반적으로 환자가 앉거나 누워 있는 검사대와 개인 병원에 따라 다양한 기타 장비로 구성된다. 검사실에서 발견되는 장비의 예는 다음과 같다.
- 반창고
- 방부제
- 혈압계
- 면봉
- 시력검사표
- 구급 상자
- 거즈
- 수술 장갑
- 손 세정제
- 물티슈
- 현미경
- 이경 (의학)
- 종이컵
- 페이퍼 타월
- 저울
- 세면기
- 청진기
- 온도계
- 소리굽쇠
- 핀셋
- 엑스선